# Nicolae Iorga

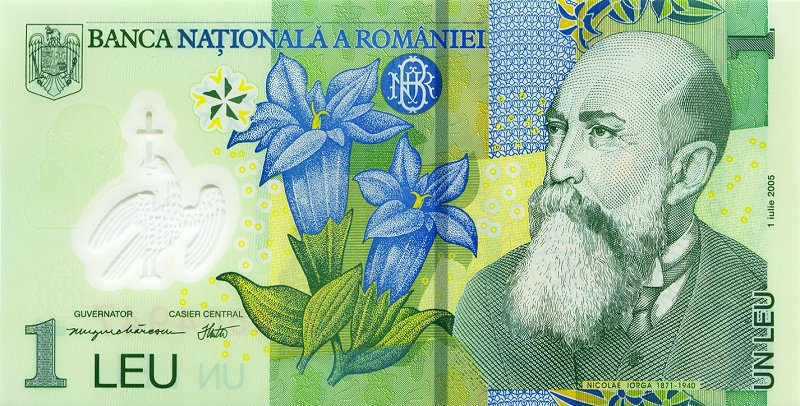
A jelenleg is forgalomban lévő 1 román lejes bankjegyen

Nicolae Iorga, külföldi munkáiban Nicolas Jorga néven szerepel, (Botoșani, 1871. január 17. – Ploiești mellett, 1940. november 27.) román történész, egyetemi professzor, irodalmi kritikus, drámaíró, költő és politikus. A fasizmus áldozata.

## Élete
A középiskolai évek alatt részt vett a szocialista mozgalomban. A párizsi, berlini és lipcsei egyetemeken tanult és 23 évesen doktori címet szerzett. 1894-ben versenyvizsgával nyerte el a középkori és újkori történelem tanszéket a bukaresti egyetemen. 1896-tól három évi európai utazást tett. 1898-ban a Román Akadémia levelező tagjává, 1911-ben rendes taggá választották.
Főleg a románok középkori története foglalkoztatta, majdnem 1003 könyvet, 12 755 cikket és 4963 recenziót írt. A tudományos munka mellett aktívan részt vett a társadalmi és politikai életben is. Versei és irodalomkritikai írásai jelentek meg a Contemporanul, Revista nouă, Convorbiri literare illetve Literatură și artă română lapokban.
1907-ben képviselővé választották, és a parlament tagja maradt 1938-ig, a parlament feloszlatásáig. 1910-ben részt vett a Demokrata Nacionalista Párt megalapításában. Az első világháború után a Román Nemzeti Gyűlés elnökeként dolgozott. 1931-től 1932-ig Románia pártonkívüli miniszterelnöke volt.
A királyi diktatúra idején szembehelyezkedett a fasisztákkal, ezért a Vasgárda tagjai sinaia-i lakásáról elrabolták, majd 1940. november 27-én a Prahova megyei Strejnicu erdőben több lövéssel megölték.

## Főbb művei
- Geschichte des Rumänischen Volkes im Rahmen seiner Staatsbildungen, 2 kötetben, 1905
- Geschichte des Osmanischen Reiches, 5 kötetben, 1908–1915
- Essai de synthese d l'histoire de l'humanité, 4 kötetben, 1926–1928
- Histoire de la vie byzantine, 3 kötetben, 1934
- La place des Roumains dans l'histoire universelle, 3 kötetben, 1935–1936
- Istoria românilor, 11 kötetben, 1936-1939; ezt ő maga fordította franciára Histoire des Roumains et de la Romanité Orientale címmel, 1937–1945
- Istoria literaturii române in secolul XVIII, 2 kötetben, 1901
- Istoria literaturii religioase a românilor până la 1688, 1905
- Istoria literaturii românești în veacul al XIX-lea, de la 1821 înainte, 3 kötetben, 1907–1909
- Istoria literaturii românești, 1925–1928
- Istoria literaturii românești contemporane, 2 kötetben, 1934

## Magyarul
- Az erdélyi katholikus státus a szenátus előtt; Gyárfás Elemér világi elnök beszéde és N. Jorga miniszterelnök válasza; Fortuna Ny., Cluj-Kolozsvár, 1932
- A nemzetek közötti gyűlölködés ellen. Románok és magyarok / Contra duşmăniei dintre naţii. Români şi Unguri; előszó Makkai László, Miskolczy Ambrus, bibliográfia Lipcsey Ildikó, Horváth Andor, előszóford. Gelu Păteanu; ELTE BTK, Bp., 1992 (Encyclopaedia Transylvanica)